# Região Administrativa de Cordillera
A Cordilheira é um região de Filipinas nas Filipinas. De acordo com o censo de 1 de maio  de  2020 possui uma população de 1 797 660 pessoas e 390 923 domicílios.